# Lucio Cornelio Scipione (pretore 174 a.C.)
Lucio Cornelio Scipione (210 o 209 a.C. – tra il 174 e il 170 a.C.) è stato un politico romano.

## Biografia
Di lui si hanno poche notizie. Figlio di Publio Cornelio Scipione Africano, nacque durante la seconda guerra punica in un anno imprecisato: i suoi genitori si sposarono nel 212 a.C., ed aveva un fratello maggiore; è dunque probabile che sia nato tra il 210 e il 209 a.C. Non si hanno notizie circa la sua infanzia, trascorsa mentre il padre acquisiva sempre più potere con le sue vittorie sui Cartaginesi, che culminarono nella battaglia di Zama. 
Fu catturato nel 192 a.C. da alcuni pirati, ma fu riconsegnato da Antioco III al padre senza il pagamento di alcun riscatto poco prima della battaglia di Magnesia nel 190 a.C. Il rilascio del figlio fu più tardi fonte di problemi per Scipione Africano di fronte al senato.
Sebbene conducesse una vita dissoluta, riuscì, grazie all'aiuto del segretario di suo padre, tale Gaio Cicereio, a divenire pretore nel 174 a.C. Nel corso dello stesso anno fu tuttavia espulso dal senato mediante una legge che andava a colpire l'intera famiglia degli Scipioni, che stava acquisendo un considerevole potere in Roma.
La data della sua morte resta sconosciuta; è probabile tuttavia che sia morto tra il 174 e il 170 a.C.; non si hanno notizie di un suo matrimonio, e morì dunque senza eredi maschi che perpetuassero la sua stirpe. Secondo alcune fonti, fu un precario stato di salute a impedirgli di percorrere regolarmente il cursus honorum e a precludergli una normale vita familiare.
La sua morte spinse il fratello Publio Cornelio Scipione, anch'egli privo di eredi maschi, ad adottare il cugino, figlio di Lucio Emilio Paolo Macedonico, che prese il nome di Publio Cornelio Scipione Emiliano.